# Изима-Мирен, Николя
Николя Джонни Изима-Мирен (фр. Nicolas Johnny Isimat-Mirin; род. 15 ноября 1991, Мёдон, Франция) — французский футболист, центральный защитник.

## Карьера
Николя — воспитанник знаменитой академии Клерфонтен. После выпуска из академии молодой центрбек присоединился к «Ренну», где отыграл два сезона в составе юношеской команды, после чего перебрался в «Валансьен». Первый сезон в новом клубе он отыграл вместе с дублем в Любительской лиге, а в сентябре 2010 года усилиями главного тренера команды Филиппа Монтанье Николя был переведён в основной состав.
Дебютировал Изима-Мирен в основном составе команды 21 сентября 2010 года в матче Кубка Франции против клуба «Ним Олимпик», выйдя на замену в матче, в котором «Валансьен» победил в серии послематчевых пенальти со счётом 5:4. 19 октября Николя подписал с клубом четырёхлетний контракт. В 2012 году Изима-Мирен был включён в список 100 самых лучших молодых игроков по версии сайта IBWM на 2013 год. 29 июня 2013 года подписал четырёхлетний контракт с «Монако». В сентябре 2014 года Николя перешёл на правах аренды в клуб ПСВ из Эйндховена. 26 июня 2015 года было объявлено о подписании полноценного контракта с Николя до 2019 года.
6 января 2019 года Изима-Мирен перешёл в турецкий «Бешикташ». В Суперлиге дебютировал 18 января в матче против «Акхисарспора». 21 августа 2019 года Изима-Мирен вернулся на родину, отправившись в аренду в «Тулузу» на сезон 2019/20 с опцией выкупа. За «Тулузу» дебютировал 21 сентября в матче против «Ним Олимпика». 7 декабря в матче против «Страсбура» забил свой первый гол за «Тулузу».
3 февраля 2021 года Изима-Мирен подписал с клубом MLS «Спортинг Канзас-Сити» двухлетний контракт до конца сезона 2022 с опцией продления на сезон 2023. В американской лиге дебютировал 17 апреля в матче стартового тура сезона 2021 против «Нью-Йорк Ред Буллз». 20 ноября в матче первого раунда плей-офф Кубка MLS 2021 против «Ванкувер Уайткэпс» забил свой первый гол за «Спортинг Канзас-Сити». По окончании сезона 2022 «Спортинг Канзас-Сити» не стал продлевать контракт с Изима-Миреном. «Спортинг Канзас-Сити» выбрал Изима-Мирена на втором этапе драфта возвращений MLS 2022 22 ноября, тем самым сохранив права на него в лиге.
10 января 2023 года Изима-Мирен подписал контракт с «Витессом» до середины 2024 года с опцией продления ещё на один сезон.

## Достижения
ПСВ
- Чемпион Нидерландов (3): 2014/15, 2015/16, 2017/18
- Обладатель Суперкубка Нидерландов (2): 2015, 2016